# Terra lontana
Terra lontana (The Far Country) è un film del 1954 diretto da Anthony Mann.

## Trama
Sul finire del 1800, all'epoca della corsa all'oro nel Klondike, Jeff Webster fiuta l'affare: i cercatori d'oro avranno bisogno di carne per sfamarsi e quindi decide con il suo amico e socio Ben Tatem di portare una mandria di bovini in Canada, guadagnando quello che serve per acquistare una bella fattoria nello Utah.
Nel tragitto devono attraversare Skagway, ultimo avamposto statunitense prima del Canada, e qui si scontrano con il giudice e sceriffo Gannon, il quale in un processo sommario assolve Jeff dall'uccisione di due mandriani che avevano cercato di rubargli le bestie, requisendo però le medesime. Si scopre poi che Gannon è anche colui che fornisce i viveri ai cercatori d'oro che partono da Skagway verso Dawson City.
Non riuscendo a recuperare immediatamente i bovini, Jeff e Ben vengono assoldati da Rhonda, la proprietaria del saloon di Skagway, innamorata di Webster, per andare a Dawson City, dove la donna ha intenzione di aprire un nuovo saloon. Nottetempo i due, aiutati da Rube Morris, tornano a Skagway e recuperano la mandria, riuscendo a passare il confine canadese prima che Gannon riesca a fermarli, grazie anche all'aiuto della giovane Renée, anche lei invaghita di Webster, che corre ad avvisare Jeff dell'inseguimento. Durante il tragitto Webster dimostra la sua intelligenza e prudenza, evitando di passare su un ghiacciaio, ma Rhonda e gli altri decidono di attraversarlo e rischiano di morire a causa di una slavina.
Nei pressi dell'ultimo passo prima di Dawson City, due cercatori vengono assaliti, uccisi e derubati dell'oro, mentre si dirigono verso gli Stati Uniti. Con questa funesta notizia, il gruppo arriva a Dawson City e qui si fa strada il timore di non potersi più muovere a causa degli assalti dei banditi. Anche Jeff e Ben si mettono a cercare l'oro e riescono a setacciarne una buona quantità, finché arriva in città Gannon con l'intento di spadroneggiare anche a Dawson City. Gannon espropria illegalmente tutti i cercatori della cittadina delle loro concessioni e gli abitanti decidono di nominare uno sceriffo che li tuteli; la scelta ricade su Jeff, abile pistolero, ma questi, che non ha alcuna intenzione di farsi coinvolgere, rifiuta. Il posto di sceriffo viene dunque assegnato a Rube, che tuttavia non ha il coraggio di opporsi a Gannon e si dimostra debole e inaffidabile.
Qualche tempo dopo, Jeff e Ben, che ormai hanno racimolato sufficiente oro, decidono di lasciare in segreto Dawson City, ma vengono proditoriamente assaliti dagli uomini di Gannon. Nello scontro che segue, Ben viene ucciso e Jeff ferito e derubato. L'unica a venirgli in soccorso è Renée, che gli fa capire che le persone vanno aiutate perché sono in difficoltà e non per proprio tornaconto; Jeff, allora, decide di mettere da parte il proprio egoismo e di liberare Dawson City dalla tirannia di Gannon, anche per vendicare la morte di Ben.
Lo scontro finale avviene fuori dal saloon di Rhonda; Jeff affronta Gannon in un duello all'ultimo sangue e riesce infine ad ucciderlo. Nello scontro trova la morte anche Rhonda, messasi in mezzo per proteggere Jeff e colpita da una pallottola destinata a lui. I cittadini, spronati dall'esempio di Jeff, si armano e, guidati da Rube, cacciano via da Dawson City gli scagnozzi di Gannon, liberando la città una volta per tutte.